# Santuario del Carmelo
Il santuario del Carmelo o di Santa Teresa di Gesù Bambino è una chiesa di Monza in viale Cesare Battisti all'incrocio con via Arrigo Boito. 

## Descrizione

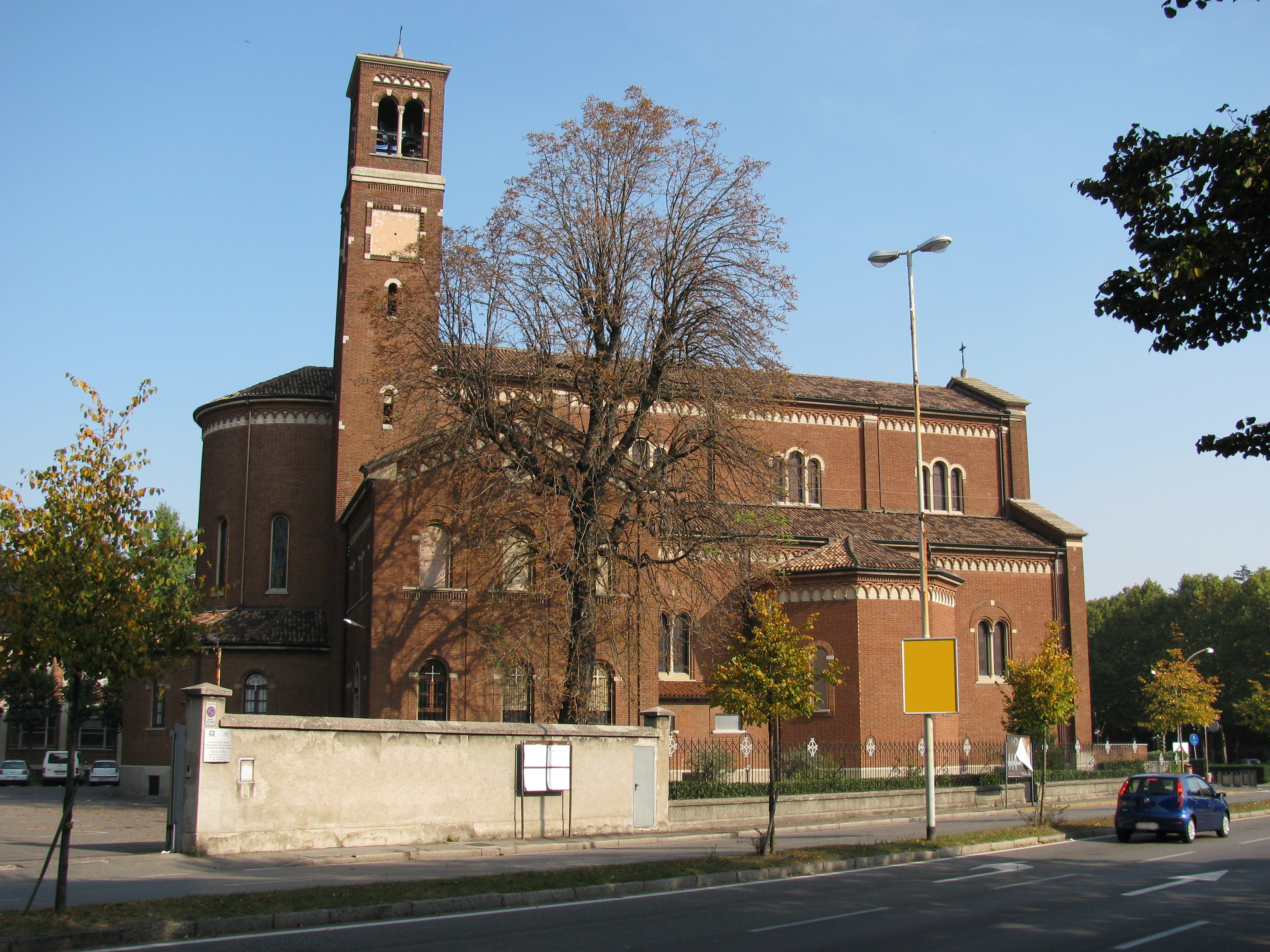
Vista laterale del Santuario da via Arrigo Boito

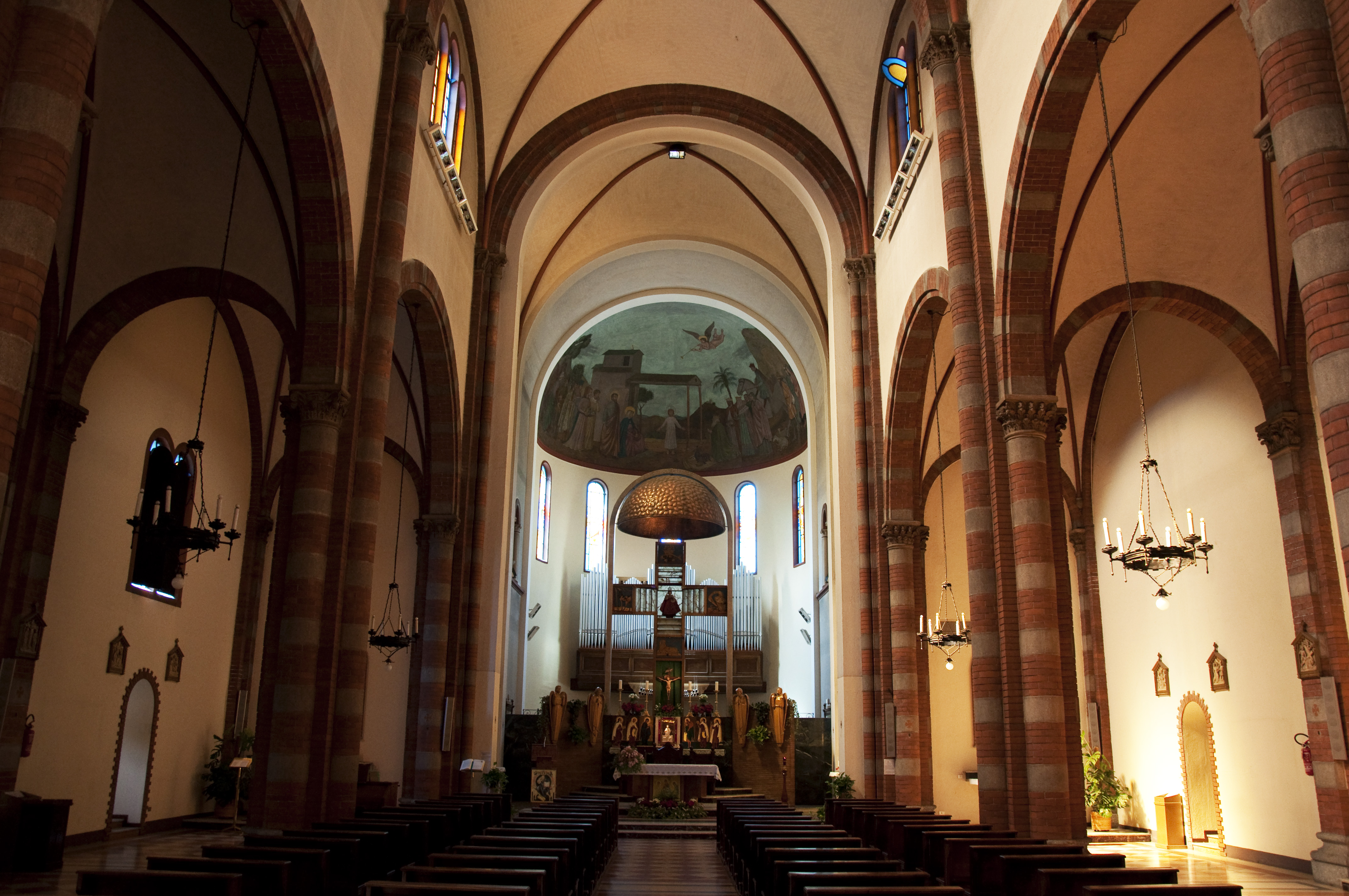
Interno

Il santuario comprende una chiesa costruita secondo i canoni del romanico lombardo e l'edificio conventuale dei padri carmelitani scalzi, entrambi eretti in sostituzione di un precedente edificio dei primi decenni del XX secolo.

La posa della prima pietra è stata nel 1932 e la consacrazione è avvenuta nel 1934 per mano dell’allora arcivescovo di Milano cardinale e santo Ildefonso Schuster.

### Architettura
La facciata a salienti, di stile neoromanico, decorata ad archetti è rivestita in laterizio e presenta tre portali posti in asse con altrettanti rosoni.

La parte superiore del prospetto è alleggerita da una loggia che segue l'andamento del sovrastante frontone; nella nicchia centrale è collocata la statua di Santa Teresa.
Il portale centrale è preceduto da un piccolo protiro costituito da due colonne che sorreggono un arco a tutto sesto; nella lunetta è un mosaico della Vergine e del Bambino che accolgono Santa Teresa.
L'interno, a tre navate, è articolato da pilastri a fasce in pietra e laterizio sui quali sono impostate arcate a tutto sesto. 
La copertura è costituita da volte a crociera che si concludono nell'abside semicircolare. 

Interessante è l'affresco con l'Adorazione dei Magi che decora il catino dell'abside (XXsecolo).
Nel transetto sinistro è esposta una copia ottocentesca della Madonna delle Arpie.
La chiesa è censita nel catalogo dei Beni culturali di Lombardia.